# Шемахинский олимпийский центр
Шемахинский олимпийский центр (азерб. Şamaxı Olimpiya Mərkəzi) — спортивное олимпийское сооружение, расположенное в городе Шемахы в Азербайджане. Строительство которого было начато в 2003 году. 26 апреля 2005 года при участии президента Азербайджанской Республики Ильхама Алиева и министра культуры Абульфаза Гараева было произведено торжественное открытие Олимпийского центра в Шемахе.
Комплекс функционировал до 2010 года. За этот период здесь были проведены многочисленные спортивные соревнования, международные учебно-тренировочные сборы, тренинги и социальные мероприятия. С февраля 2010 года, в связи с реконструкцией и ремонтом, центр приостановил свою деятельность. После реконструкции площадь центра увеличилась с 3,5 га до 7 га. Коттеджи были снесены и заменены новыми. В целом, в ходе работ на территории центра был построен соответствующий международным стандартам футбольный стадион вместимостью 2000 зрителей, новый тренировочный зал площадью 1536 кв.м. В Шемахинском Олимпийском Центре для проведения спортивных соревнований и ряда мероприятий имеется большой спортивный зал вместимостью 750 зрителей, крытый 6-ти дорожковый плавательный бассейн размером 12,5×25 м, теннисный зал, тренажерный и помещения для фитнеса, сауна, ресторан, способные одновременно принять 56 гостей 16 коттеджей, соответствующие международным отельным требованиям. На территории функционируют некрытые площадки для мини футбола, волейбола, баскетбола, теннисный корт, 9-ти полосная 100 метровая .
16 мая 2013 года Олимпийский Центр возобновил свою деятельность после реконструкции. Реконструкцией занималась архитектурно-строительная компания «EL.N Проект, Дизайн, Строительство».